# Comisión de Seguridad Química de Estados Unidos

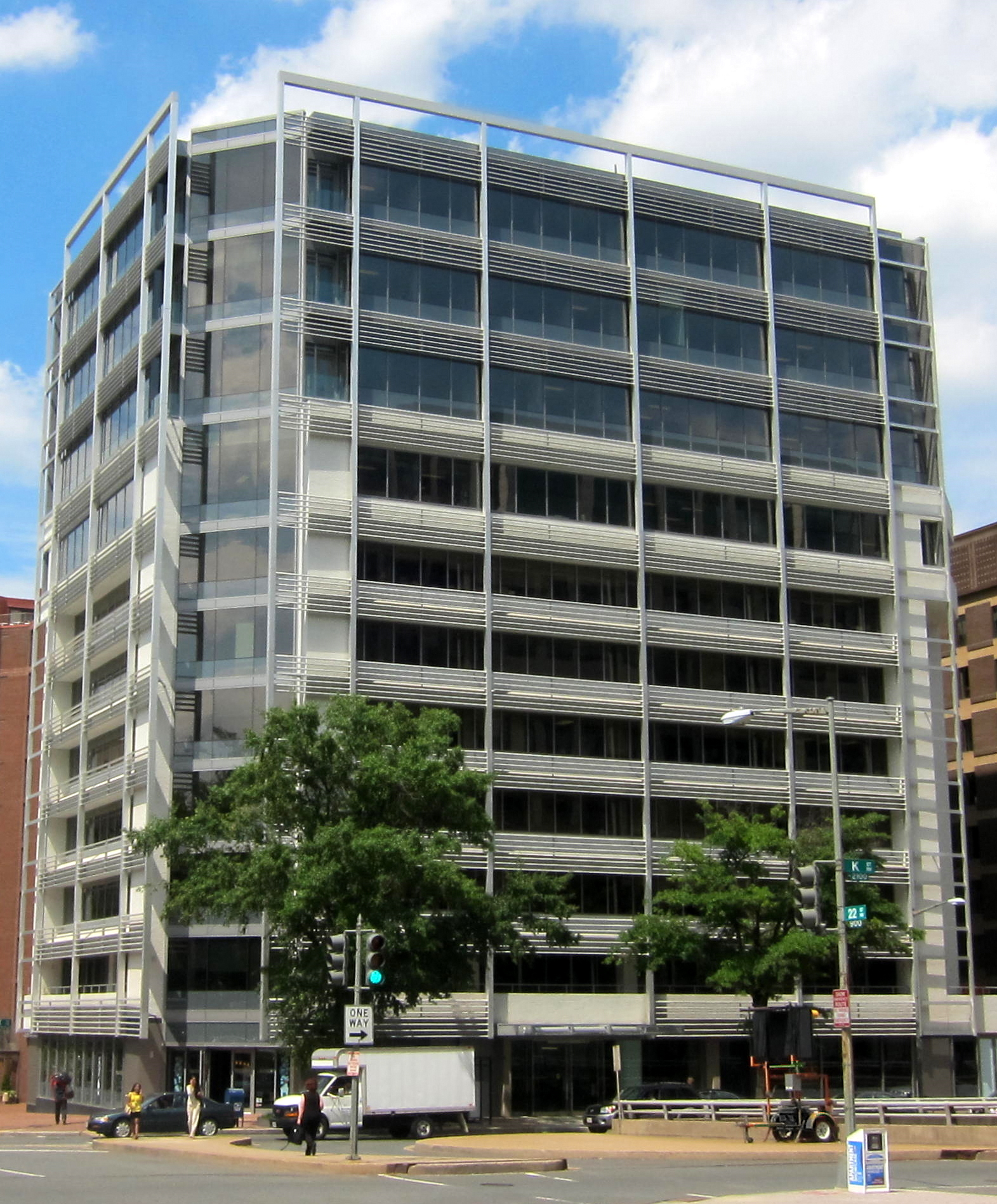
Sede de la CSB

La Comisión de Seguridad Química de Estados Unidos (en inglés: U.S. Chemical Safety and Hazard Investigation Board, Chemical Safety Board, o CSB) es una agencia del gobierno de Estados Unidos. Tiene su sede en Washington D. C. La comisión investiga accidentes químicos industriales.